# Андий ибн Чопан
Андий сын Чопана(кум. Анди Чопаны уланы) — кумыкский шамхал. Отец основателя Бамматулинского владения Баммата. Местом пребывания шамхала являлся кумыкский аул Кафыр-Кумух.

## Правление
В период правления Андий-шамхала, шах Аббас I сделал несколько попыток покорить Шаухальские земли и установить своего наместника на шамхальском престоле. Междоусобные распри пришлись на руку шаху и он нашёл своего союзника в лице Гирея из рода шаухалов. Андий-шамхал привлёк на свою сторону Солтан-Махмуда Эндирейского, Зоруш-бия и Албури, сыновей Тунай-Джалава или Тунджалава (по одной из версий Андий-шамхал привлек своих сыновей, по которой Андий-шамхал и Тунай-Джалав — это одна и та же личность).
В 1614 году, в схватке с казаками под Эндиреем, погиб Али-Солтан, сын Андия. В отместку в 1615 году Зоруш-бий убивает Бий-Баммата Казанищенского, брата Гирея, и сам погибает. Брат Зоруш-бия, Албури, уходит к Солтан-Махмуду и становится его зятем, впоследствии амиром Салатавии. Междоусобицы в Шаухальстве продлились на тридцать лет.
Шах Аббас I женился на сестре Гирея и обещал послать в Дагестан свои войска на помощь Гирею против его противника Солтан-Махмута Эндирейского. Умер Андий-шамхал в 1623 году, после его смерти шамхалом избрали Ильдара, брата Гирея Тарковского, а крым-шамхалом избрали Айдемира, старшего сына Солтан-Махмута Эндирейского. Сыну Андия-шамхала Бий-Баммату достался в удел Кафыр-Кумуке и ближайшие селения.

## Происхождение
Андий-шамхал — один из самых загадочных правителей шамхальства конца XVI и начала XVII веков. До сих пор достоверно не известно, чей сын Андия и в какой период он правил. Как пишет о нём историк Кушева Е. Н. «Султан-Махмуд, Андий и другие, о которых идёт речь в сочинении А.Бакиханова, являются детьми „старого шамхала“ Сурхая». По Кушевой, с 1589 года Андий стал шамхалом и в 1617 году присягал на подданство России. Историк Лавров Л. И. считает Андия сыном безымянного шамхала.
Известный кумыкский этнограф Шихалиев Девлет-Мирза пишет «Из одной записки я позаимствовал следующие сведения: Чобан-шамхал умер в Буйнаке в 1574 году, его сыновья разделили между собой, всё государство, Эльдар избрал своим местопребыванием Буйнак и Тарки, Магомед (Буммат)- Казанищи, Андий — Кафыр-Кумык, Гирей — Гели, и управляли они своими уделами независимо друг от друга, но общий правитель их, шамхал, избирался поочередно из этих четырёх домов»..
Таким общим правителем, т.е шамхалом, в период 1614—1621, был избран Андий Кафыр-кумукский. Об этом мы узнаём из следующего сообщения; «Как только в 1614 году дагестанские владетели узнали от терских воевод об изгнании из России польско-литовских интервентов и избрании царём Михаила Романова, на верность ему вскоре присягнули Сурхай, Гирей и Ильдар (Эльдар) Тарковские, Али-бек Кази-кумухский, Магомет-хан Таркаловский (Торкалинский), „уварский Мехтий“ (Дженгутаевский), Султан-Махмут Эндирейский, Сурхай Карабудахкентский, Будачей (Будайчи) Эрпелинский и Андий-шамхал».. Единственно кого в этом списке, указали как шамхала, это Андий, и резиденция его в этот период находилась не в Тарках, не в Кази-Кумухе, а в Кафыр-Кумуке. Об этом указывает и кумыкский этнограф Шихалиев Д-М., и тот факт, что после его смерти Кафыр-Кумук, как удел достался его сыну Бий-Баммату, также подтверждает эту версию. Согласно К. М. Алиеву, Андий-шамхал в потомстве имел трёх сыновей Бий-Баммата, Алхаса и Али-Султана. По его же версии Бий-Баммат является основателем Бамматулинского бийлика (владения)). Его внуком также был Алыпкачев Мамед-Бек (Баммат-Мурза), знатный бек, посол в Санкт-Петербурге в 1718 году, ставший прародителем агачаульских беков.
В 1614 году, в схватке с казаками под Эндиреем, погиб Али-Солтан, сын Андий-шамхала.
Несмотря на это, кумыкский аул Кафыр-Кумух являлся резиденцией не большого владения Бамматулинского его сына Баммата, где проживал и сам кумыкский шамхал Андия. Данное владение хоть и было зависимо от Тарковских шамхалов, но в определённый период времени соперничало с ними за влияние в регионе, хоть и не долго